# كيوهي موريتا
كيوهي موريتا (باليابانية: 森田恭平؛ بالكانا: もりた きょうへい) هو لاعب اتحاد الرغبي ياباني، ولد في 6 فبراير 1984 في أوساكا في اليابان.

## روابط خارجية
- كيوهي موريتا عل موقع إسبنسكروم (الإنجليزية)